# Relations de Kramers-Kronig
Pour les articles homonymes, voir Kramers et Kronig.
En mathématiques et physique, les relations de Kramers-Kronig, nommées en l'honneur de Hendrik Anthony Kramers et Ralph Kronig, décrivent la relation qui existe entre la partie réelle et la partie imaginaire de certaines fonctions complexes. Plus spécifiquement, elles s'appliquent aux fonctions qui sont analytiques sur le demi-plan supérieur de la variable complexe. On peut en effet montrer qu'une telle fonction {\displaystyle f(\omega )} représente la transformée de Fourier d'un processus physique linéaire et causal.

## Enoncé
Si on écrit
{\displaystyle f(\omega )=f_{1}(\omega )+if_{2}(\omega )},
avec {\displaystyle f_{1}} et {\displaystyle f_{2}} des fonctions réelles "sympathiques"[réf. nécessaire], alors les relations de Kramers-Kronig sont :
{\displaystyle \left\{{\begin{aligned}f_{1}(\omega )=+{\frac {2}{\pi }}\int _{0}^{\infty }{\frac {\Omega f_{2}(\Omega )}{\Omega ^{2}-\omega ^{2}}}d\Omega \\f_{2}(\omega )=-{\frac {2}{\pi }}\int _{0}^{\infty }{\frac {\omega f_{1}(\Omega )}{\Omega ^{2}-\omega ^{2}}}d\Omega \end{aligned}}\right.}

## Applications
Les relations de Kramers-Kronig sont liées à la transformée de Hilbert, et sont le plus souvent appliquées à la permittivité {\displaystyle \epsilon (\omega )} des matériaux. Cependant, dans ce cas,
{\displaystyle f(\omega )=\chi (\omega )=\epsilon (\omega )/\epsilon _{0}-1},
avec {\displaystyle \chi (\omega )} la susceptibilité électrique du matériau, la susceptibilité peut être interprétée comme la transformée de Fourier de la réponse temporelle du matériau à une excitation infiniment brève, c'est-à-dire sa réponse impulsionnelle.
Ces relations sont mieux  connues dans le domaine des Télécommunications/Théorie du contrôle comme les relations de Bayard-Bode, en hommage aux travaux de Marcel Bayard (1936) et Hendrik Wade Bode (1945). Le théorème de Bayard-Bode est une application : amplitude et phase sont liées dans le cas d'un système à minimum de phase.